# John Roberts (Politiker, 1933)
John Moody Roberts PC (* 28. November 1933 in Hamilton, Ontario; † 30. März 2007 in Toronto, Ontario) war ein kanadischer Politikwissenschaftler und Politiker der Liberalen Partei Kanadas. Er war mehrmals Abgeordneter des Unterhauses sowie Minister.

## Leben
Nach dem Schulbesuch absolvierte Roberts ein Studium, das er zunächst mit einem Bachelor of Arts (B.A.) sowie später mit einem Bachelor of Philosophy (B.Phil.) abschloss. Ein anschließendes postgraduales Studium an der University of Oxford beendete er 1967 mit einem Doctor of Philosophy (D.Phil.) mit einer Dissertation zum Thema The liberty of the individual: a comparison of the views of Wilhelm von Humboldt, John Stuart Mill and Thomas Hill Green. Im Anschluss war er als Professor sowie als Unternehmensberater tätig.
Bei der Unterhauswahl vom 25. Juni 1968 wurde er als Kandidat der Liberalen Partei im Wahlkreis York-Simcoe erstmals zum Abgeordneten des Unterhauses gewählt, verlor sein Abgeordnetenmandat jedoch bereits bei der darauf folgenden Unterhauswahl am 30. Oktober 1972. In seiner ersten Legislaturperiode war er von September 1968 bis Oktober 1969 sowohl Vorsitzender des zum Ständigen Ausschuss für Auswärtige Angelegenheiten und Nationale Verteidigung gehörenden Unterausschusses für die Vereinten Nationen und Friedensmissionen als auch des Sonderausschusses für das Gesetzgebungsverfahren für die Amtssprache. Während dieser Zeit war er zuletzt von Oktober 1970 bis September 1972 auch Parlamentarischer Sekretär beim Minister für regionale wirtschaftliche Entwicklung.
Am 8. Juli 1974 wurde Fox bei der Unterhauswahl wieder zum Abgeordneten gewählt und vertrat diesmal bis zu seiner erneuten Wahlniederlage bei der Wahl vom 22. Mai 1979 den Wahlkreis St. Paul’s. In dieser Zeit wurde er am 14. September 1976 von Premierminister Pierre Trudeau als Staatssekretär für Kanada in das 20. Kabinett berufen, dem er bis zum 3. Juni 1979 angehörte.
Bei der Unterhauswahl vom 18. Februar 1980 wurde er schließlich im Wahlkreis St. Paul’s wieder zum Abgeordneten gewählt und gehörte dem Unterhaus bis zu einer abermaligen Wahlniederlage bei der Wahl vom 4. September 1984. Premierminister Trudeau berief ihn daraufhin am 3. März 1980 in das 22. Kabinett, in dem er zunächst Umweltminister sowie zuletzt vom 12. August 1983 bis zum 16. September 1984 Minister für Beschäftigung und Einwanderung war. Zugleich war Fox vom 3. März 1980 bis zum 29. September 1982 Staatsminister für Wissenschaft und Technologie.
Auf dem Parteitag der Liberalen Partei bewarb er sich erfolglos als Nachfolger Trudeaus für das Amt des Parteivorsitzenden, unterlag aber bereits im ersten Wahlgang John Turner, der sich im zweiten Wahlgang gegen Jean Chrétien durchsetzen konnte.
Zuletzt kandidierte Fox bei der Wahl vom 21. November 1988 im Wahlkreis Ontario erneut für einen Sitz im Unterhaus, erlitt aber auch diesmal eine Wahlniederlage.
Im Anschluss übernahm Fox Professuren für Politik- und Verwaltungswissenschaften an der Concordia University in Montreal sowie an der Brock University in St. Catharines und war auch als Visiting Fellow an der University of Oxford tätig.

## Veröffentlichungen
- The liberty of the individual: a comparison of the views of Wilhelm von Humboldt, John Stuart Mill and Thomas Hill Green, Dissertation (D.Phil), Oxford University Press, 1967.